# Petr Medicejský
Petr Medicejský, zvaný též Nešťastný (15. února 1472, Florencie – 28. prosince 1503, Gaeta), italsky Piero de' Medici, řečený il Fatuo nebo lo Sfortunato pocházel z rodu Medici a byl vládcem a knížetem italské Florencie v období renesance v letech 1492 až 1494. Nastoupil po svém otci Lorenzovi de Medici, protože byl jeho nejstarším synem. Jeho matkou byla Clarice Orsiniová a manželkou Alfonsina Orsiniová. Ve městě v té době získal velkou moc dominikánský mnich Girolamo Savonarola, a tak byl Petr vyhnán z Florencie, a i když se snažil sehnat pomoc u králů a knížat, nikdy se do Florencie už nevrátil. Utonul v řece Garigliano.